# 타코미터

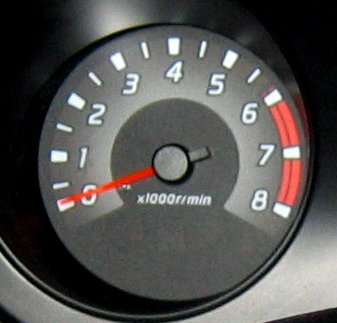
타코미터

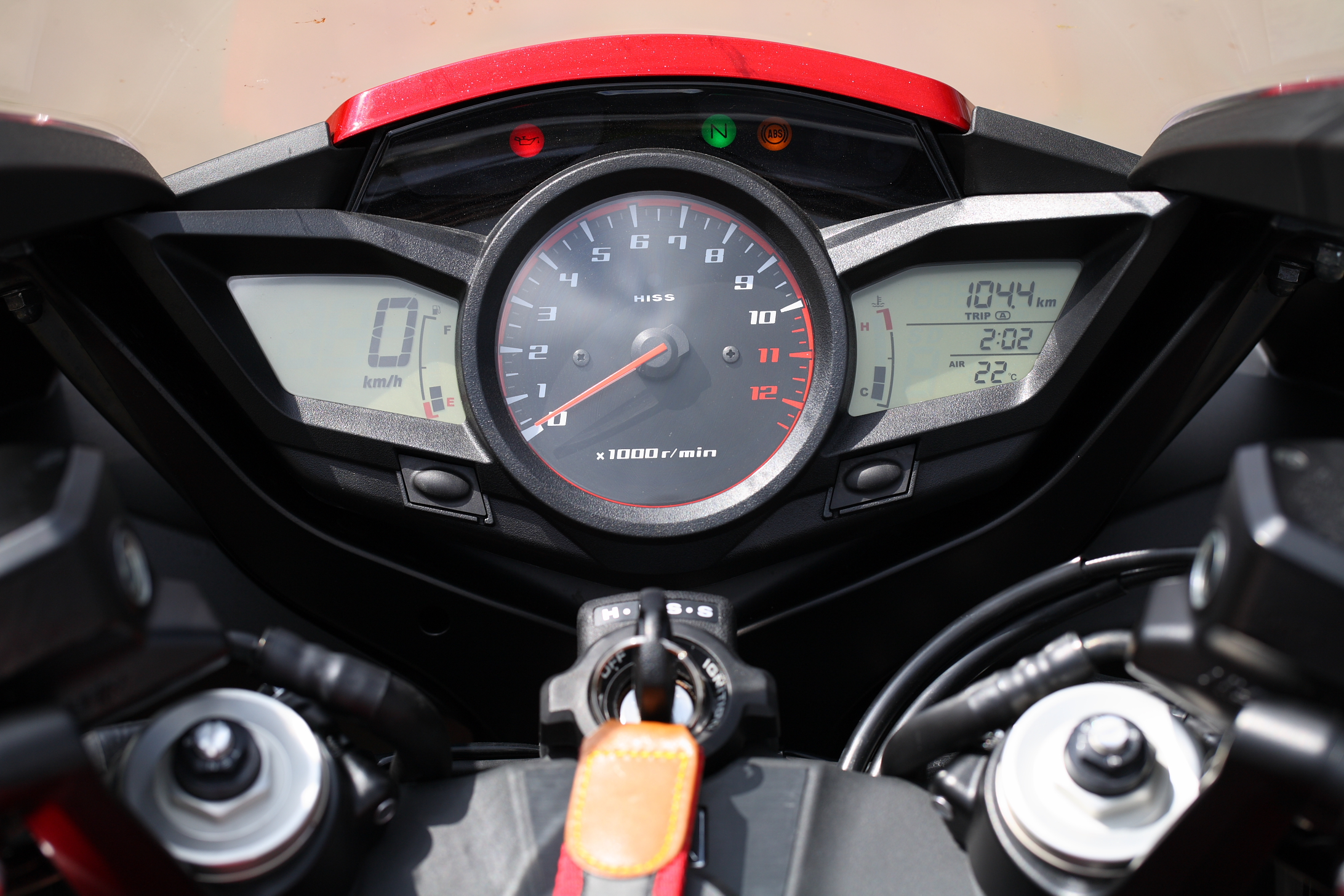
모터사이클의 타코미터

타코미터(미국 영어: Tachometer, 영국 영어: rev counter), 회전계(回轉計) 또는 회전속도계(回轉速度計)는 기기에 있어서 축의 회전수(회전속도)를 지시하는 계량기, 측정기이며, 회전계의 일종이다. tacho는 속도를 의미하는 그리스어인 takhos(그리스어: takhos)에서 유래하였다. 엔진, 전동기(모터), 발전기 등의 축회전이 중요한 의미를 가지는 기기에 장비되어 조작자가 현재의 회전수를 파악하는데도 이용할 수 있다. 또, 타코미터를 구비하지 않는 기기의 회전수를 측정하기 위한 범용측정기로서의 타코미터가 있다. 자동차와 모터사이클의 타코미터를 중심으로 기술한다.

## 개요
엔진에 있어서 회전수는 운전 상황을 좌우하는 중요한 요소이다. 회전수의 변화에 의해 엔진의 파워, 토크, 리스폰스 등의 특성은 크게 변화되어버린다. 일반적으로 엔진의 출력 효율이 양호한 것은 파워 밴드라고 말해지는 회전수 영역에 한정되어, 이 영역에서 벗어난 운전에서는 충분한 출력이 얻을 수 없거나, 최악일 경우는 엔진이 파손할 경우도 있다.(특히 극단적인 고회전의 경우)
자동차 및 모터사이클 등의 차축을 회전시켜서 구동력으로 하는 차량에서 차축의 회전수는 제로로부터 매분 몇천회전까지 크게 변화되는 특징이 있다. 이것을 커버하기 위해 대부분의 자동차와 모터사이클에서는 엔진의 출력 축과 차축의 회전비를 변화시키는 변속 장치(수동변속기 혹은 자동변속기)를 구비하지만 그래도 출력, 속도를 잘잘하게 제어하기 위해서는 엔진 회전수를 제어 할 필요가 있다. 타코미터는 엔진을 효율적으로 운전하고, 출력을 극한까지 끌어 내거나(레이스 등의 경기), 연료소비를 억제하거나(성연비 운전 등) 하는 것에 즈음하여 중요한 정보인 엔진 회전수를 운전자에게 제공하기 위한 계량기이다.
계량기의 단위는 rpm(revolutions per minute :분당 회전) 또는 r/min이며, 기호는 앞자리에 "x100"이나 "x1000"와 자리수, 뒷자리에 rpm 또는 r/min이라고 표기한다.

## 레드 존
타코미터의 문자판에는 엔진의 과회전 영역을 적색으로 표시된 경우가 많은데, 이 적색의 영역을 레드 존(Red zone)이라고 칭한다. 레드 존까지 엔진을 회전시킨 상태에서의 운전은 엔진에 과대한 부하를 걸려오게 되어 위험하며, 최악일 경우는 엔진 블로에 이른다. 엔진이 타서 눌러 붙고, 엔진 정지와 같은 사태를 초래할 가능성이 있다.
ECU에 의한 전자제어 엔진 등에는 과회전에 의한 엔진의 손상을 막기 위해서 레브 리미터라고 불리는 과회전 억제를 위한 기능이 갖추어져 있는 경우가 있지만, 레브 리미터가 작동하는 회전수는 차종에 따라 다르고, 레드 존에 돌입하는 회전수가 레브 리미터의 작동 회전수와 일치하고 있다고도 할 수 없다.(차종에 따라서는 레드 존 시점으로부터 1000rpm이상 올라가지 않으면 작동하지 않는 것도 있다)

## 같이 보기
- 속도계
- 부압계